# تحت علمين (رواية)
تحت علمين (1867) كانت رواية أويدا الأكثر مبيعًا. أشهر كتبها، يروي قصة أرستقراطي إنجليزي، يشعر بالعار، يختفي وينضم إلى كتيبة فرنسية في الجزائر، وتعتمد بشكل فضفاض على الفيلق الأجنبي الفرنسي.

## حبكة
الرواية تدور حول هون بيرتي سيسيل. يتعرض لضائقة مالية بسبب إسرافه وخسارة راهن كبير عن سباق خيول مهم، ويتهم زوراً بالتزوير، لكنه غير قادر على الدفاع عن نفسه ضد التهمة دون الإضرار "بشرف" سيده وكذلك فضح شقيقه الأصغر (الجاني الحقيقي)، ويفكر بأن يجعل نفسه ميتاً وينفي نفسه إلى الجزائر عندما ينضم إلى Chasseurs d'Afrique، وهو فوج يضم جنودًا من بلدان مختلفة، مثل الفيلق الأجنبي الفرنسي.
بعد ظهور صديقة طفولته العظيمة وأخت الصديق الجميلة في أفريقيا، وبعد سلسلة من التضحيات الذاتية الميلودرامية والفتاة الصغيرة سيجارت، "طفلة الجيش" التي تضحي بحياتها لإنقاذه من فرقة الإعدام يتم حل الصراعات الرئيسية وتعود الشخصيات الباقية إلى إنجلترا إلى الثروة والحب.

## الاقتباسات

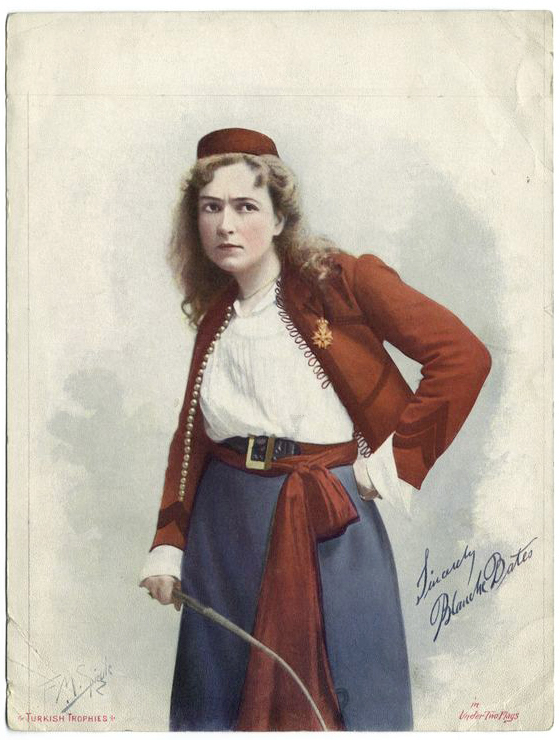
بلانش بيتس في دور سيجارت من مسرحية تحت علمين (1901)

كان الكتاب أيضًا بمثابة أساس لعدد من الأعمال المسرحية والأفلام.
- تحت علمين[الإنجليزية]، مسرحية عرضت في مسرح برودواي عام 1901 لبول إم بوتر والتي استمرت لـ 135 عرضًا في مسرح جاردن، بطولة بلانش بيتس وماكلين آرباكل، من إخراج ديفيد بيلاسكو وإنتاج تشارلز فروهمان.[4]
- تحت علمين (فيلم أُنتج عام 1912؛ كان هناك تعديلان في عام 1912، وفقًا لموقع IMDb).
- تحت علمين ، فيلم قصير عام 1915 من بطولة جيرترود أستور،[5][6] كتبه بوتر ومقتبس من مسرحيته عام 1901. من إخراج ترافرز فالي.[7]
- تحت علمين (فيلم 1916)[الإنجليزية]، فيلم أنتج عام 1916 من بطولة ثيدا بارا
- تحت علمين (فيلم 1922)[الإنجليزية]، فيلم عام 1922 من إخراج تود براوننج وبطولة بريسيلا دين
- تحت علمين (فيلم 1936)[الإنجليزية]، بطولة رونالد كولمان، كلوديت كولبيرت، فيكتور ماكلاجلين وروزاليند راسل

## روابط خارجية
كتاب مجاني: تحت علمين على مشروع غوتنبرغ